# Riserva naturale delle isole del Commodoro
La riserva naturale delle isole del Commodoro (in russo Командо́рский запове́дник, Komandorskij zapovednik) è una zapovednik (riserva naturale integrale) situata nelle isole omonime, nel territorio della Kamčatka (Russia).
Copre una superficie totale di 36 648 km², di cui 21 773 di zona cuscinetto marina. La parte terrestre comprende la maggior parte dell'isola di Bering e l'intera isola del Rame, oltre ad altre tredici tra isole più piccole e scogli. Venne istituita nel 1993 per proteggere i variegati ecosistemi delle isole del Commodoro e le acque marine circostanti del mare di Bering e del Pacifico settentrionale.
A causa del suo isolamento e dell'elevata produttività del mare di Bering e della piattaforma continentale del Pacifico, la riserva è caratterizzata da una grande varietà di vita animale. È un rifugio per oltre un milione di uccelli marini, diverse centinaia di migliaia di callorini dell'Alaska (Callorhinus ursinus), diverse migliaia di leoni marini di Steller (Eumetopias jubatus), foche comuni (Phoca vitulina) e foche maculate (P. largha), una popolazione in salute di lontre marine (Enhydra lutris), circa 21 specie di cetacei, due rare sottospecie endemiche di volpe artica (Vulpes lagopus) e molti uccelli migratori rari o in via di estinzione, come il cigno selvatico (Cygnus cygnus), l'edredone di Steller (Polysticta stelleri) e l'aquila di mare di Steller (Haliaeetus pelagicus). Inoltre, costituisce un punto d'incontro biogeograficamente unico tra la flora e la fauna dell'Asia e dell'America del Nord.
La pesca è completamente vietata in tutta la zona cuscinetto di 50 km che circonda la riserva.
La riserva ha anche il compito di promuovere lo sviluppo ecologicamente e culturalmente sostenibile dell'unico insediamento abitato delle isole del Commodoro, il villaggio di Nikol'skoe (che nel 2007 contava circa 750 abitanti).
Il sito è stato inserito tra le candidature alla lista dei patrimoni dell'umanità.